# Fußball-Südostasienmeisterschaft 2014
Der AFF Suzuki Cup 2014 war die 10. Auflage der Fußball-Südostasienmeisterschaft. Das Turnier fand vom 22. November bis zum 20. Dezember 2014 statt. Titelverteidiger war die Mannschaft aus Singapur, das Turnier gewann die Mannschaft aus Thailand.

## Gastgeber
Singapur und Vietnam wurden am 3. April 2013 von der AFF als Ko-Gastgeber angekündigt. Zunächst wurden die Philippinen und Indonesien als mögliche Ko-Gastgeber in Betracht gezogen.

## Qualifikation
Direkte Teilnahme
- Singapur (Gastgeber),  Vietnam (Gastgeber),  Indonesien,  Malaysia,  Philippinen,  Thailand

Die Mannschaften aus Laos, Kambodscha, Osttimor, Brunei und Myanmar mussten zuerst in einer Qualifikation gegeneinander antreten. Hierbei wurde in einem Meisterschaftssystem um die beiden noch zu vergebenden Plätze gespielt.
Über Qualifikation
- Laos (Gastgeber der Qualifikationsrunde),  Myanmar

Das Qualifikationsturnier fand vom 12. bis zum 20. Oktober 2014 in Vientiane, Laos statt.
| Pl. | Verein     | Sp. | S | U | N | Tore    | Diff. | Punkte |
| --- | ---------- | --- | - | - | - | ------- | ----- | ------ |
| 1.  | Myanmar    | 4   | 3 | 1 | 0 | 006:200 | +4    | 10     |
| 2.  | Laos       | 4   | 3 | 0 | 1 | 010:600 | +4    | 09     |
| 3.  | Kambodscha | 4   | 2 | 0 | 2 | 006:600 | ±0    | 06     |
| 4.  | Osttimor   | 4   | 1 | 1 | 2 | 006:700 | −1    | 04     |
| 5.  | Brunei     | 4   | 0 | 0 | 4 | 005:120 | −7    | 0      |

| 12.10.2014 | Osttimor | - | Brunei     | 4:2 (1:2) |
| 12.10.2014 | Laos     | - | Kambodscha | 3:2 (0:0) |
| 14.10.2014 | Brunei   | - | Laos       | 2:4 (1:2) |
| 14.10.2014 | Myanmar  | - | Osttimor   | 0:0       |
| 16.10.2014 | Osttimor | - | Kambodscha | 2:3 (1:0) |

| 16.10.2014 | Brunei     | - | Myanmar  | 1:3 (0:0) |
| 18.10.2014 | Kambodscha | - | Myanmar  | 0:1 (0:1) |
| 18.10.2014 | Laos       | - | Osttimor | 2:0 (1:0) |
| 20.10.2014 | Myanmar    | - | Laos     | 2:1 (1:0) |
| 20.10.2014 | Kambodscha | - | Brunei   | 1:0 (0:0) |

## Finalturnier
Gespielt wurde in je zwei Gruppen zu je vier Mannschaften. Die Gruppensieger und -zweiten trafen dann in den Halbfinals aufeinander. Die Sieger der Halbfinalbegegnungen ermittelten anschließend den Sieger der ASEAN-Meisterschaft 2014. Die Halbfinalbegegnungen und das Finale wurden in Hin- und Rückspielen ausgetragen.

### Austragungsorte
| Kallang, Singapur        | Kallang, Singapur   | Hanoi, Vietnam          | Hanoi, Vietnam    |
| ------------------------ | ------------------- | ----------------------- | ----------------- |
| Nationalstadion Singapur | Jalan Besar Stadium | Mỹ-Đình-Nationalstadion | Hàng-Đẫy-Stadion  |
| Kapazität: 55.000        | Kapazität: 8.000    | Kapazität: 40.192       | Kapazität: 22.000 |
|                          |                     |                         |                   |

### Gruppe A
Die Spiele der Gruppe A wurden in Hanoi, Vietnam, ausgetragen.
| Pl. | Verein      | Sp. | S | U | N | Tore    | Diff. | Punkte |
| --- | ----------- | --- | - | - | - | ------- | ----- | ------ |
| 1.  | Vietnam     | 3   | 2 | 1 | 0 | 008:300 | +5    | 07     |
| 2.  | Philippinen | 3   | 2 | 0 | 1 | 009:400 | +5    | 06     |
| 3.  | Indonesien  | 3   | 1 | 1 | 1 | 007:700 | ±0    | 04     |
| 4.  | Laos        | 3   | 0 | 0 | 3 | 002:120 | −10   | 0      |

|             |   |             |           |
| 22.11.2014  |   |             |           |
| Philippinen | – | Laos        | 4:1 (2:1) |
| Vietnam     | – | Indonesien  | 2:2 (1:1) |
| 25.11.2014  |   |             |           |
| Philippinen | – | Indonesien  | 4:0 (1:0) |
| Laos        | – | Vietnam     | 0:3 (0:1) |
| 28.11.2014  |   |             |           |
| Indonesien  | – | Laos        | 5:1 (2:1) |
| Vietnam     | – | Philippinen | 3:1 (1:0) |

### Gruppe B
Die Spiele der Gruppe B wurden in Kallang, Singapur, ausgetragen.
| Pl. | Verein   | Sp. | S | U | N | Tore    | Diff. | Punkte |
| --- | -------- | --- | - | - | - | ------- | ----- | ------ |
| 1.  | Thailand | 3   | 3 | 0 | 0 | 007:300 | +4    | 09     |
| 2.  | Malaysia | 3   | 1 | 1 | 1 | 005:400 | +1    | 04     |
| 3.  | Singapur | 3   | 1 | 0 | 2 | 006:700 | −1    | 03     |
| 4.  | Myanmar  | 3   | 0 | 1 | 2 | 002:600 | −4    | 01     |

|            |   |          |           |
| 23.11.2014 |   |          |           |
| Malaysia   | – | Myanmar  | 0:0       |
| Singapur   | – | Thailand | 1:2 (1:1) |
| 26.11.2014 |   |          |           |
| Malaysia   | – | Thailand | 2:3 (1:1) |
| Myanmar    | – | Singapur | 2:4 (0:3) |
| 29.11.2014 |   |          |           |
| Thailand   | – | Myanmar  | 2:0 (1:0) |
| Singapur   | – | Malaysia | 1:3 (0:0) |

### Halbfinale
Die Hinspiele fanden am 6. und 7. Dezember 2014, die Rückspiele am 10. und 11. Dezember 2014 statt.
|             | Gesamt |          | Hinspiel  | Rückspiel |
| ----------- | ------ | -------- | --------- | --------- |
| Philippinen | 0:3    | Thailand | 0:0       | 0:3 (0:1) |
| Malaysia    | 5:4    | Vietnam  | 1:2 (1:1) | 4:2 (4:1) |

### Finale
Das Hinspiel fand am 17. Dezember 2014, das Rückspiel am 20. Dezember 2014 statt.
|          | Gesamt |          | Hinspiel  | Rückspiel |
| -------- | ------ | -------- | --------- | --------- |
| Thailand | 4:3    | Malaysia | 2:0 (0:0) | 2:3 (0:2) |

## Schiedsrichter
- Ma Ning
- Wang Di
- Masaaki Tōma
- Minoru Tōjō
- Fahad al-Marri
- Abdullah Balideh
- Ali Sabah
- Alireza Faghani
- Ahmed al-Kaf
- Kim Sang-woo
- Çarymurat Kurbanow
- Valentin Kovalenko
- Ilgiz Tantashev